# I Won't Be Home for Christmas (canción)
«I Won't Be Home for Christmas» es una canción de la banda estadounidense Blink-182. Fue originalmente grabada y lanzada como sencillo promocional en 1997. MCA Records decidió lanzarlo internacionalmente como sencillo el 16 de octubre de 2001. La canción fue grabada con el baterista original, Scott Raynor, y producida por Mark Trombino, quien también produjo el álbum Dude Ranch.
«I Won't Be Home for Christmas» ocupó el puesto número uno en la lista musical Canadian Singles Chart durante tres semanas en 2001, y por dos semanas en 2002.

## Antecedentes
Originalmente la canción fue grabada en 1997 para la estación de radio KROQ. Más tarde fue incluida en el álbum compilatorio A Santa Cause: It's a Punk Rock Christmas.
La narración de la canción sigue a un hombre que «chasquea» en Nochebuena y ataca a un grupo de villancicos. MSN Canada calificó a la canción como «una guerra punk de alta energía en Navidad».

## Recepción
La canción alcanzó el puesto número uno en Canadá, donde se mantuvo en la cima de las listas durante cinco semanas no consecutivas.

## Lista de canciones
| Sencillo CD (Estados Unidos) |                                 |          |  |
| N.º                          | Título                          | Duración |  |
| 1.                           | «I Won't Be Home for Christmas» | 3:16     |  |

| Maxisencillo (Canadá) |                                 |          |  |
| N.º                   | Título                          | Duración |  |
| 1.                    | «I Won't Be Home for Christmas» |          |  |
| 2.                    | «All the Small Things»          |          |  |
| 3.                    | «Josie»                         |          |  |
| 4.                    | «Please Take Me Home»           |          |  |

## Personal
- Mark Hoppus: voz, bajo
- Tom DeLonge: voz, guitarra
- Scott Raynor: batería (canción 1 y 3)
- Travis Barker: batería (canción 2 y 4)

## Posicionamiento en listas
| Lista (2001-2002)          | Mejor posición |
| -------------------------- | -------------- |
| Canadá (Nielsen SoundScan) | 1              |